# Trizjdy voskressjij
Trizjdy voskressjij (russisk: Трижды воскресший) er en sovjetisk spillefilm fra 1960 af Leonid Gajdaj.

## Medvirkende
- Alla Larionova – Svetlana Sergejevna
- Georgij Kulikov – Arkadij Sjmeljov
- Natalja Medvedeva – Anna Sjmeljova
- Vsevolod Sanajev – Ivan Starodub
- Konstantin Sorokin – Vasilij Kiseljov